# Кинсейл, Лаура
Лаура Кинсейл (англ. Laura Kinsale; род. 1950, Миссисипи) — современная американская писательница, автор исторических любовных романов. В 1992 году была удостоена американской литературной премии «Romance Writers of America Golden Choice Award» в номинации «Лучший любовный роман 1992» (англ. Best Romance Novel of 1992) за роман «Цветы из бури».

## Образование
Лаура Кинсейл закончила магистратуру по специальность геология в Техасском университете Остина, известном как UT Austin, UT, или Texas. До начала писательской карьеры успела проработать в нефтяной промышленности.

## Награды
Премия Kiss за выдающегося героя (роман "Uncertain Magic"), Romantic Times, 1987;
Номинация Reviewers' Choice как лучший автор нового исторического любовного романа (роман "The Hidden Heart"), Romantic Times, 1986;
Премия Golden Choice за лучший любовный роман (роман "The Prince of Midnight"), Romance Writers of America, 1990.

## Рецензии, критика и достижения
В рецензии Кристин Рамсделл отметила в Library Journal (американском отраслевом издании для библиотекарей, основанном в 1876 году), что Кинсэйл славится своими «хорошо проработанными, сложными персонажами, богато описанными историческими подробностями и эмоционально захватывающими историями». Поттер прокомментировала в интервью, что «персонажи Кинсэйл обладают богатой неоднозначностью, а ее истории полны фактуры, слоев и всевозможной пищи для размышлений. В отличие от большинства любовных романов, они становятся лучше при повторном прочтении».
Не все рецензенты придерживаются такого же мнения: рецензент Publishers Weekly (американском журнале, ориентированном на издателей, библиотекарей, книготорговцев и литературных агентов и издаваемом непрерывно с 1872 года со слоганом: «Международный новостной журнал книгоиздательства и книготорговли»en:Publishers Weekly) нашел книгу The Dream Hunter полной «одних и тех же утомительных отрывков… [без] дополнительных сюжетных линий, фактически у читателя нет причины мучить себя, пытаясь закончить эту нудную историю». Однако Дениз Перри Донавин, рецензируя книгу для Booklist (издание Американской библиотечной ассоциации, которое предоставляет критические обзоры книг и аудиовизуальных материалов для всех возрастов)en:Booklist, отметила, что «Кинсейл хорошо справляется со своими бурными персонажами». Критик Publishers Weekly описал книгу For My Lady's Heart «легкой по жизненной силе, насыщенной средневековым английским и сюжетными поворотами и утомительной». Но в том же Publishers Weekly книга My Sweet Folly была названа «замечательным достижением».
В процессе написания своих книг Кинсейл составляет синопсис на семь или восемь страниц и проводит много исследований, и ее сюжет обычно развивается на основе этих исследований. Описывая на своей домашней странице процесс написания Flowers from the Storm, в котором один из персонажей страдает от кровоизлияния в мозг, Кинсейл сказала, что «провела увлекательное время, исследуя повреждения мозга». Как и несколько других ее романов, книга стала финалистом премии Romance Writers of America Golden Choice Award за лучший роман. Нора Армстронг написала в своем обзоре книги для All about Romance: «Если вы хотите прочитать книгу, представляющую собой совершенный исторический роман, то возьмите "Цветы из бури". … Это та книга — именно та книга, — которую можно дать тому, кто презирает жанр романтических романов, называя его легкомысленным и не более чем софткорным порно для женщин».
В своем интервью изданию Potter Кинсейл говорила о неуважении, которое обычно оказывают жанру романтических романов. Она указала, что когда-то ее расстраивало то, как СМИ и «неинформированные» люди относятся к этому жанру, но она поняла, что есть «чрезвычайно мощная сила, движущая принижением романтических романов… Я думаю, всё дело в снобизме. Попытка защитить жанр просто измотала меня.… Меня удивляет, как в таком капиталистическом обществе жанр любовных романов, который эффективно поддерживает весь издательский бизнес, редко упоминается даже в отраслевых изданиях.… Поэтому я перестала пытаться бороться».
Уважаемое издательство Harper Collins (одна из крупнейших издательских компаний в мире, входящая в «большую пятерку» англоязычных издательств) посвящает автору отдельную статью на своём сайте: Laura Kinsale is a winner and multiple nominee for the Best Book of the Year award.
Книжный магазин "Barnes and Noble" пишет о ней как об авторе бестселлеров: "New York Times bestselling author Laura Kinsale".
На сайте "Target" книги автора снабжены формулировкой: "Laura Kinsale is the award-winning and New York Times-bestselling author".
New York Times упоминает автора в числе "топовых" с её романом “Flowers From the Storm".
Книгу Лауры Кинсейл “For My Lady’s Heart” New York Times называет классикой романтического жанра.
Автор стоит в списке бестселлеров New York Times за 1991 г.
The Washington Post (крупнейшая газета столицы Соединённых Штатов Америки, также входящая в число старейших и влиятельных) похвально пишет об авторе "Love by the book: a readers' guide".
Л. Кинсейл посвящена персональная статья в электронной энциклопедии Encyclopedia.com (the Internet's premier collection of online encyclopedias, Encyclopedia.com provides you reference entries from credible, published sources like Oxford University Press and Columbia Encyclopedia.)
«Лора Кинсэйл творит волшебство.» — Лиза Клейпас, автор бестселлера New York Times «Соблазни меня на рассвете»;
«Лоре Кинсэйл удалось нарушить все правила... и выйти из тени.» — San Diego Union-Tribune (ежедневная столичная газета, издаваемая в Сан-Диего, Калифорния, с 1868 года);
«Магия и красота выходят из-под пера Лоры Кинсэйл.» — Romantic Times (американский жанровый журнал, специализирующийся на любовных романах, основан Кэтрин Фальк)en:Romantic Times;
«Читатели должны быть очарованы.» — Publishers Weekly.